# 五味国太郎
五味 国太郎（ごみ くにたろう、1875年1月8日 - 1922年4月28日）は、日本の俳優である。

## 人物・来歴
1875年（明治8年）1月8日、栃木県に生まれる。
東京に移り、1900年（明治33年）、満25歳のとき、新派の高田実が主宰する「高田実一座」に入座、東京・本郷座で多く出演した。
1908年（明治41年）に吉沢商店が目黒に開設したグラスステージをもつ映画スタジオ・吉沢商店目黒撮影所に、1910年（明治43年）ころから出演を始める。女形の木下吉之助と多くの作品で共演した。1912年（大正元年）、同社は他の3社と合併してトラスト日活を形成、翌1913年（大正2年）10月には日活向島撮影所を建設・開所し、目黒撮影所を閉鎖した。五味は、狂言方（脚本・演出）の小口忠や桝本清、セット背景画家の斎藤五百枝、俳優の関根達発、立花貞二郎、横山運平らとともに、向島に異動になる。吉沢商店でも日活でも、当時は映画にクレジットする習慣がなかったため、作品の詳細に関しては不詳である。同年いっぱいをもって日活を退社する。
日活を形成した1社である福宝堂出身の山川吉太郎と小林喜三郎が設立した天活に、1916年（大正5年）に入社、サイレント映画や連鎖劇に多く出演した。なかでも連鎖劇で演じた将軍・乃木希典で人気を博した。天活には1918年（大正7年）まで在籍した。1919年（大正8年）、天活は小林喜三郎が設立した国際活映（国活）が買収、1920年（大正9年）には国活の映画にも出演したが、同年、松竹キネマが蒲田に開所した直後の松竹蒲田撮影所に入社する。
1921年（大正10年）いっぱいで松竹キネマを退社、舞台での実演に戻るが、大阪での公演中に倒れ、1922年（大正11年）4月28日に病死した。満47歳没。

## おもなフィルモグラフィ
すべて出演、吉沢商店、日活向島撮影所時代の記録はあまり残っていない。

### 吉沢商店
1910年
- 『競艶録』 : 監督・脚本不明、共演藤沢浅二郎、木下吉之助
- 『箱根の湯治』 : 監督・脚本不明、共演木村操
- 『短慮の刃』 : 監督・脚本不明、共演木村操
- 『橘英男』 : 監督・脚本不明、共演木下吉之助
- 『玉手箱』 : 監督・脚本不明、原作益田太郎冠者、共演藤沢浅二郎、木下吉之助
- 『心の闇』 : 監督・脚本不明、共演藤沢浅二郎、木下吉之助
- 『女金色夜叉』 : 監督・脚本不明、共演木下吉之助、M・パテー
- 『人形師』 : 監督・脚本不明、共演木下吉之助
- 『お辰の森』 : 監督・脚本不明、共演木下吉之助
- 『女の教』 : 監督不明、脚本吉沢商店考案部、共演木下吉之助
- 『己が罪』 : 監督・脚本不明、原作菊池幽芳、共演木下吉之助
- 『辰巳巷談』 : 監督・脚本不明、共演木下吉之助
- 『ハイカラかバンカラか』 : 監督・脚本不明、共演木下吉之助、木村操
- 『深山の美人』 : 監督・脚本不明、共演木下吉之助
- 『瓶の仙人』 : 監督・脚本不明、共演福島清、関根達発
- 『樵夫の子』 : 監督・脚本不明、共演福島清、関根達発
- 『因果』 : 監督・脚本不明、原作懸賞考案、共演木下吉之助、関根達発
- 『寒暖計』 : 監督・脚本不明、原作懸賞考案、共演木下吉之助、関根達発
- 『約束』 : 監督・脚本不明、共演木下吉之助
- 『負けず劣らず』 : 監督・脚本不明、共演木下吉之助
- 『東風物語』 : 監督・脚本不明、共演木下吉之助

1911年
- 『遺産』 : 監督・脚本不明
- 『友人の悪戯』 : 監督・脚本不明、共演木下吉之助
- 『家庭芸者』 : 監督・脚本不明、共演木下吉之助
- 『母の罪』 : 監督・脚本不明、共演木下吉之助
- 『花子と芳夫』 : 監督・脚本不明、共演木下吉之助
- 『やかず婿』 : 監督・脚本不明、共演木下吉之助
- 『カイメン』 : 監督・脚本不明、共演木下吉之助
- 『正直は最後の勝利』 : 監督・脚本不明、共演木下吉之助
- 『不仕合の父子』 : 監督・脚本不明、共演木下吉之助、関根達発
- 『あいた口』 : 監督・脚本不明、共演埼東
- 『女絵師』 : 監督・脚本不明、共演埼東
- 『めぐり合ひ』 : 監督・脚本不明、原作吉沢商店考案部、共演桃木吉之助、埼東、関根達発
- 『幽霊婿』 : 監督・脚本不明、共演木下吉之助
- 『西遊記』 : 監督・脚本不明、原作吉沢商店考案部、共演木下吉之助

1912年
- 『母の躾』 : 監督・脚本不明、共演木村操

### 日活向島撮影所
1913年
- 『清濁』 : 監督・脚本不明
- 『孤島の花』 : 監督・脚本不明、共演木下吉之助
- 『水郷記』 : 監督・脚本不明、共演関根達発
- 『みだれ焼』 : 監督・脚本不明、共演関根達発
- 『女優小夜子』 : 監督・脚本不明、共演関根達発
- 『絶叫』 : 監督・脚本不明、共演関根達発
- 『鬼薊』 : 監督・脚本不明、共演関根達発
- 『悲劇百合子 前篇』 : 監督・脚本不明、原作菊池幽芳、共演関根達発、横山運平、立花貞二郎、藤川三之助

### 天活大阪撮影所
1916年
- 『配所の月』 : 監督・脚本不明、共演深沢恒造、大井新太郎、山口勝太郎、酒井正俊、池見楽美、関清美
- 『海の歌』 : 監督・脚本不明、共演木下吉之助

1917年
- 『人鬼』 : 監督・脚本不明、共演大井新太郎、関成美
- 『梅ごよみ』 : 監督不明、脚本佐々木謹三、共演熊谷武雄、石川新水、伊村義雄、山田好良、秋山十郎、宍戸熊介 - 天活東京撮影所

1918年
- 『伊達の春駒』 : 監督不明、原作・脚本食満南北、共演熊谷武雄、宍戸熊介、石川新水、伊村義雄、山田好良、秋山十郎
- 『宝船』 : 監督不明、原作・脚本羽様荷香、撮影大森勝、共演熊谷武雄、山田好良、山田九州男、秋山十郎、伊村義雄、石川新水、天川吉弥、宍戸熊介
- 『恋の桜田』 : 監督不明、原作・脚本食満南北、共演石川新水、伊村義雄、熊谷武雄、山田九州男、山田好良、秋山十郎、宍戸熊介
- 『花がたみ』 : 監督不明、原作・脚本食満南北、共演熊谷武雄、石川新水、伊村義雄、山田好良、秋山十郎、宍戸熊介、小関生一、天川吉弥
- 『色のみだれ』 : 監督不明、脚本有松暁衣、共演熊谷武雄、山田九州男、山田好良、秋山十郎、石川新水、伊村義雄、宍戸熊介
- 『二ツ蛇の目』 : 監督不明、脚本植谷孤山、撮影大森勝、共演秋山十郎、石川新水、熊谷武雄、伊村義雄、山田九州男、山田好良、宍戸熊介、生駒英峰
- 『残れる母娘』 : 監督不明、脚本藤田紫影、共演石川新水、伊村義雄、熊谷武雄、山田九州男、五味国太郎、秋山十郎、宍戸熊介
- 『さとの淡雪』 : 監督不明、脚本植谷孤山、共演石川新水、山田九州男、山田好良、伊村義雄、熊谷武雄、秋山十郎、宍戸熊介
- 『此娘この親』 : 監督不明、脚本植谷孤山、共演石川新水、熊谷武雄、山田九州男

### 国際活映
1920年
- 『血潮の鳴門』 : 監督不明、共演小松みどり、酒井、国活巣鴨撮影所
- 『恨みの尼港』 : 監督不明、共演林千歳、国活角筈撮影所

### 松竹蒲田撮影所
1921年
- 『女の力』 : 監督田村宇一郎、原作渡辺霞亭、脚本中尾鶯夢、撮影桑原昴、共演勝見庸太郎、諸口十九、岩田祐吉、関根達発 - 「前代議士 津田信員」役
- 『親なき娘』 : 監督田中欽之、脚本池田義臣、撮影野村昊、共演関根達発、瀬川鶴子、諸口十九
- 『夕刊売 (二人夕刊売)』 : 監督野村芳亭、脚本池田義臣、撮影長井信一、共演米津左喜子、三村千代子、守富美弥、大山武、小川国松
- 『凄き眼』 : 監督田村宇一郎、原作・脚本玉川秀二、撮影桑原昴、共演諸口十九、三村千代子、岩田祐吉
- 『黒き潮 (死刑囚の娘)』 : 監督賀古残夢、脚本牛原虚彦、撮影桑原昴、共演大山武、三村千代子、花川環
- 『温泉の一夜』 : 監督賀古残夢、脚本牛原虚彦、撮影田泉保直、共演三村千代子、鈴木歌子、池田華栄、石黒角三郎
- 『郷愁』 : 監督賀古残夢、脚本池田義臣、撮影桑原昴、共演勝見庸太郎、諸口十九
- 『月下の罪』 : 監督賀古残夢、共演大山武、静香八千代
- 『渦巻く潮』 : 監督賀古残夢、原作・脚本牛原虚彦、撮影田泉保直、共演勝見庸太郎、三村千代子、静香八千代
- 『此父此母』 : 監督賀古残夢、共演宮田八郎、大山武、鈴木歌子
- 『三ツの金貨』 : 監督・脚本不明、共演大山武、鈴木歌子、宮田八郎
- 『華族』 : 監督賀古残夢、撮影田泉保直、共演瀬川鶴子
- 『呪の巫女』 : 監督賀古残夢、原作松居松葉、脚本山鳥三子、撮影田泉保直、共演鈴木歌子 三村千代子

## 註
1. 1 2 3 4 5 6  五味国太郎、『講談社 日本人名大辞典』、講談社、コトバンク、2009年12月25日閲覧。
2. 1 2  『日本映画発達史 1 活動写真時代』、田中純一郎、中公文庫、1975年11月25日 ISBN 4122002850、p.201-204。
3. ↑  『日本映画発達史 1 活動写真時代』、p.274-279.